# Società Sportiva Lazio Calcio Femminile 1986-1987
Questa voce raccoglie le informazioni riguardanti la Società Sportiva Lazio Calcio Femminile nelle competizioni ufficiali della stagione 1986-1987.

## Rosa
Rosa aggiornata all'inizio della stagione.
| N. |                   | Ruolo | Calciatrice        |
| -- | ----------------- | ----- | ------------------ |
|    | Italia (bandiera) | C     | Florinda Ciardi    |
|    | Italia (bandiera) | C     | Marisa Conicchioli |
|    | Italia (bandiera) | C     | Federica D'Astolfo |
|    | Italia (bandiera) | A     | Antonella Del Rio  |
|    | Italia (bandiera) | P     | Del Sarto          |
|    | Italia (bandiera) | P     | Monica Di Bernardo |
|    | Italia (bandiera) | D     | Maura Furlotti     |
|    | Italia (bandiera) | D     | Rita Messina       |
|    | Italia (bandiera) | D     | Bianca Micieli     |

| N. |                   | Ruolo | Calciatrice               |
| -- | ----------------- | ----- | ------------------------- |
|    | Italia (bandiera) | A     | Carolina Morace           |
|    | Italia (bandiera) | P     | Alessandra Nappi          |
|    | Italia (bandiera) | C     | Cristina Pierluca         |
|    | Italia (bandiera) | D     | Elisabetta Saldi          |
|    | Spagna (bandiera) | A     | Concepción Sánchez Freire |
|    | Italia (bandiera) | C     | Elisabetta Secci          |
|    | Italia (bandiera) | A     | Catia Silvestri           |
|    | Italia (bandiera) | A     | Francesca Sisto           |